# Ielnítxnaia
Ielnítxnaia (en rus: Ельничная) és un poble (un possiólok) de l'óblast de Sverdlovsk, a Rússia, segons el cens del 2010 tenia 292 habitants.